# 1842
1842 (MDCCCXLII) je bilo navadno leto, ki se je po gregorijanskem koledarju začelo na soboto, po 12 dni počasnejšem julijanskem koledarju pa na četrtek.

## Dogodki
- 30. marec - Crawford Long prvič uporabi eter kot anestetik

## Rojstva
- 11. januar - William James, ameriški psiholog in filozof († 1910)
- 26. februar - Nicolas Camille Flammarion, francoski astronom († 1925)
- 4. april - Édouard Lucas, francoski matematik († 1891)
- 29. april - Karl Millöcker, avstrijski skladatelj († 1899)
- 12. maj - Jules Massenet, francoski skladatelj († 1912)
- 13. maj - sir Arthur Sullivan, britanski skladatelj († 1900)
- 17. maj - August Thyssen, nemški industrialec († 1926)
- 4. julij - Hermann Cohen, nemški filozof, († 1918)
- 23. avgust - Osborne Reynolds, angleški inženir, fizik († 1912)
- 8. december - Alphonse Louis Nicolas Borrelly, francoski astronom († 1926)
- 9. december - Peter Aleksejevič Kropotkin, ruski intelektualec, anarhist, geograf, raziskovalec († 1921)
- 17. december - Marius Sophus Lie, norveški matematik († 1899)

## Smrti
- 8. maj - Jules Dumont d'Urville, francoski kontraadmiral, raziskovalec (* 1790)